# 穆罕默德·努尔·拉赫曼·谢赫
穆罕默德·努尔·拉赫曼·谢赫（1980年1月30日—），印度外交官，現任印度駐黎巴嫩大使。

## 经历
穆罕默德·努尔·拉赫曼·谢赫生於1980年1月30日。他出身曼尼普爾邦東因帕爾縣，屬於梅泰穆斯林社區，父親哈吉·努尔·穆罕默德（Haji Noor Muhammad）是當地一位穆斯林慈善家。他擁有德里大學印度教學院的政治學學士和碩士學位，並擁有英迪拉·甘地国立开放大学的工商管理金融硕士學位。他曾參加美國喬治·華盛頓大學艾略特國際事務學院和塔夫茨大學弗萊徹法律與外交學院的高管培訓項目。
2004年，努尔·拉赫曼·谢赫進入印度外事服務部。2006年至2009年，他在印度駐約旦大使館先後擔任三等秘書和二等秘書。2009年至2012年，作爲西亞北非司副處長，他負責印度與黎巴嫩、埃及、約旦、敘利亞的雙邊關係，以及中東和平進程和阿拉伯國家聯盟相關事務。2012年至2015年，擔任印度駐吉達副總領事和朝覲領事。2015年至2016年，擔任印度常駐聯合國代表團一等秘書。2016年至2020年努尔·拉赫曼·谢赫擔任印度駐吉達總領事。
他於2020年至2021年擔任經濟外交司副司長，負責處理與商業法、仲裁、貿易、投資、能源安全、I2U2集團（印度、以色列、阿聯酋和美國）、糧食安全、民航、旅遊、國際太陽能聯盟、抗灾基础设施联盟、社會保障協定、雙邊投資條約及聯合國國際貿易法委員會相關的廣泛事務。他還擔任了國際太陽能聯盟的存管機構負責人。他於2021年至2023年擔任印度外交部經濟外交司聯秘（司長）。
2023年6月19日，被任命爲下一任印度駐黎巴嫩大使。2023年8月2日出任印度駐黎巴嫩大使。

## 个人生活
他與娜兹寧·拉赫曼医生（内外全科医学士）育有两女兩子。

## 外部鏈接
- 努尔·拉赫曼·谢赫大使簡歷 （页面存档备份，存于），印度駐黎巴嫩大使館